# Casa de Ricardo Rojas
La Casa Museo de Ricardo Rojas es una casa museo ubicada en Buenos Aires. En 1927 Ricardo Rojas encargó la construcción de su casa al arquitecto Ángel Guido, dando pie al encuentro de dos protagonistas de la cultura nacional. Rojas pidió que la construcción se basara en su libro Eurindia, que proponía una nueva interpretación de la historia americana.
La casa de Charcas al 2837, cuya fachada tiene un gran parecido con La Casa de Tucumán, fue hogar del escritor desde 1929 hasta 1957. Actualmente pertenece al Estado Nacional, en respuesta al pedido del propio Rojas acerca de que la casa fuera convertida en museo luego de su muerte y la de su esposa.

## Ricardo Rojas

### Biografía
Ricardo Rojas nació en Tucumán en 1882. En 1898 inició sus estudios de derecho en Buenos Aires. Incursionó en la tarea periodística, en la docencia secundaria y universitaria.
Desarrolló una notable obra en el área de la investigación, pensamiento y literatura. En 1923 obtuvo el Premio Nacional de Las Letras. Integró las Academias de Letras e Historias y fue rector de la Universidad de Buenos Aires. 
El talentoso escritor vivió en la casa situada en la calle Charcas 2837, que luego de su muerte perteneció a su esposa, Julieta Quinteros de Rojas.

### Eurindia (1924)
Rojas publicó “Eurindia” en 1924, con el objetivo describir la cultura americana desde el arte. Según el autor, el elemento precolombino permanecía latente en la sociedad americana, por lo cual pretendió lograr una configuración sintética que aunara el hispanismo y lo indigenista. De este modo, el texto buscó la revalorización del rol de las provincias en la gesta de la independencia nacional.
La teoría euríndica fue su propuesta estético-filosófica. Eurindia tenía como destinatario ideal a los artistas, a quienes se instaba a perpetuar el proceso de fusión inaugurado con el descubrimiento de América. El postulado eurindico, en el marco del americanismo de principio de siglo, ubicaba la identidad argentina junto a las nuevas entidades espirituales nacidas en América tras la conquista española.
Estos conceptos se materializaron en la forma arquitectónica de su casa-museo, con un objetivo claramente pedagógico que pretendía formar a los ciudadanos en la idea de la identidad nacional como instancia unificadora. 

## Movimiento Neocolonial

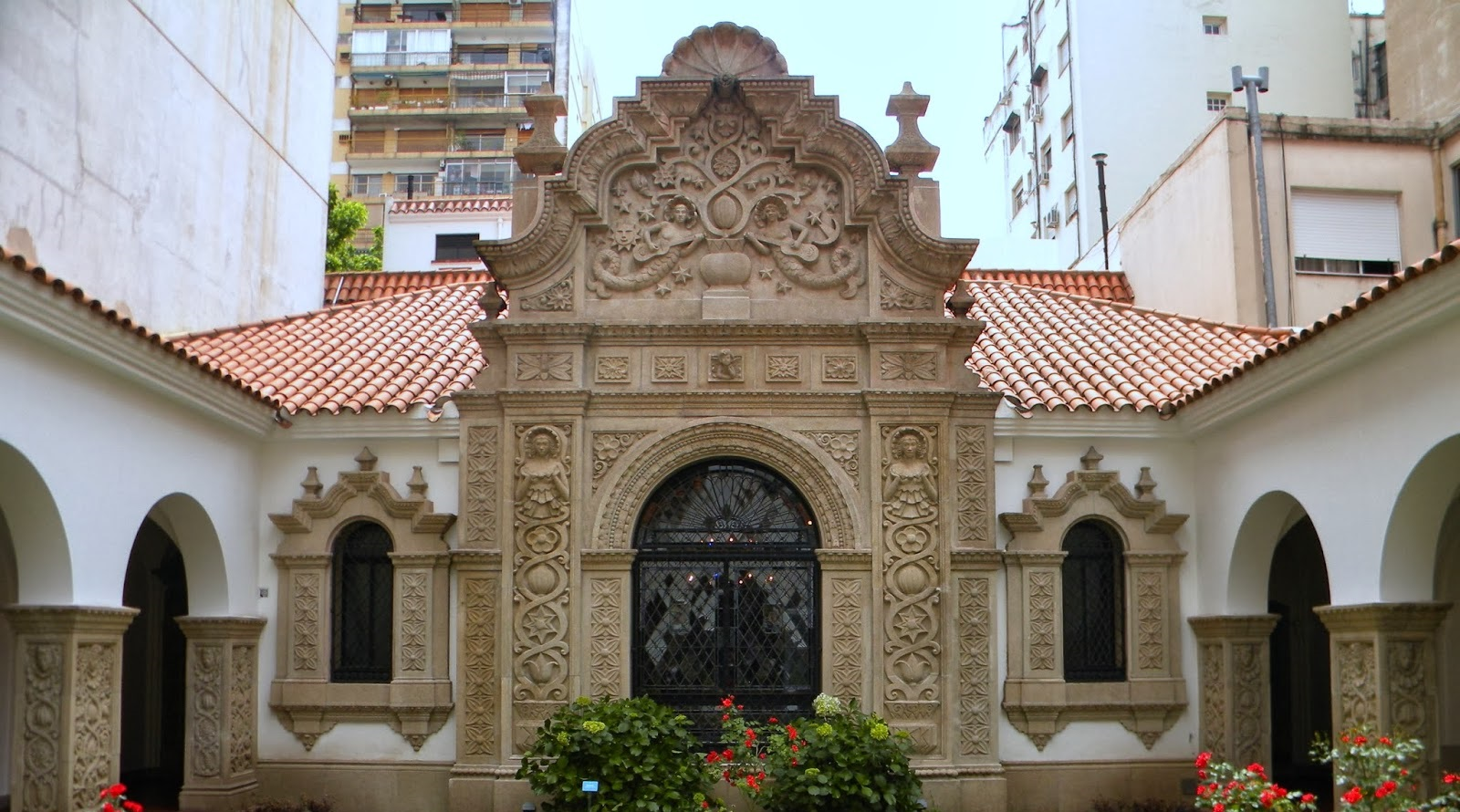
Patio interno de la casa con características del Barroco Americano

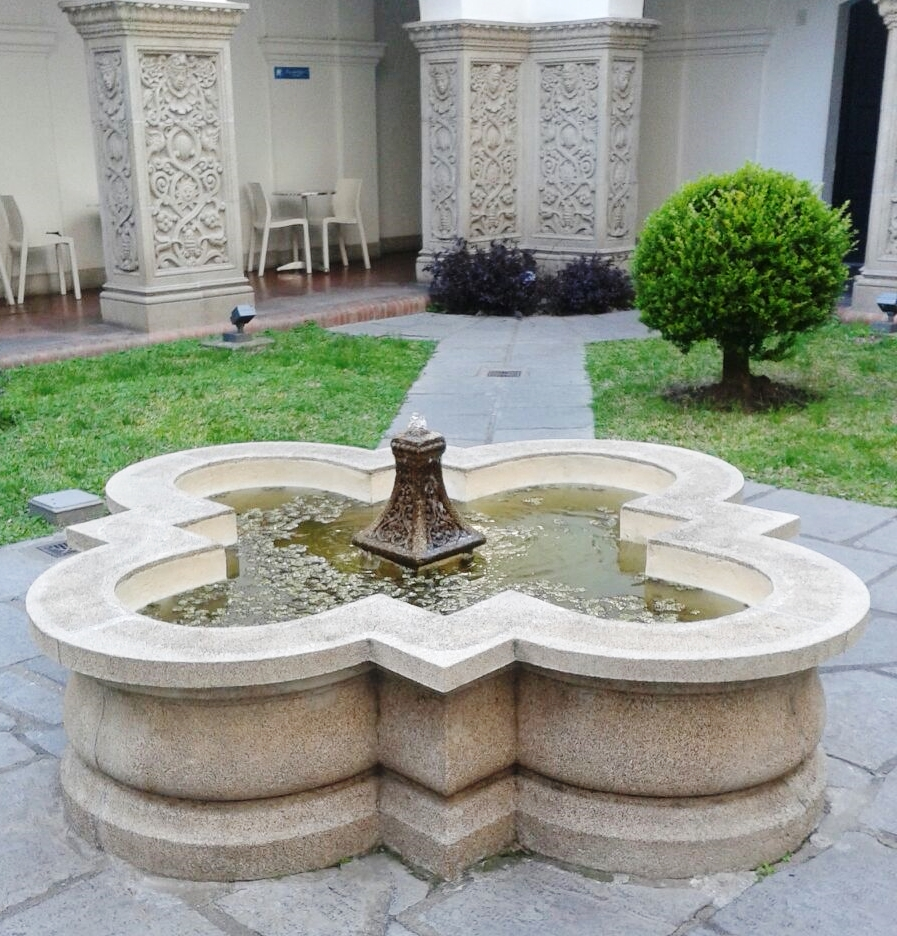
Fuente cuadrilobulada en el patio de recepción.

Las celebraciones del centenario de la independencia Argentina marcaron el fin de una época en donde se consideraba a lo hispánico y colonial como una manifestación involucionada, a la vez que se profesaba una enorme admiración cultural hacia las ciudades europeas. De esta forma, nuevos artistas e intelectuales marcaron una tendencia nacionalista que los llevó a estudiar los orígenes del país, intentando dar forma a una “arquitectura nacional” a partir de la arquitectura hispánica e indígena precolombina. 
Este movimiento implicó que los arquitectos se apartaran del modelo de diseño europeo y comenzaran a tomar elementos del estilo Barroco español y americano. Por lo tanto, es posible analizar el surgimiento de este movimiento como la búsqueda de una identidad nacional, que buscó el desarrollo de una cultura independiente y la recuperación del pasado y la tradición argentina, sin negar la influencia de los inmigrantes y su herencia cultural. 
En literatura, este movimiento recibió el nombre de “Restauración Nacionalista”, y fue impulsado en gran parte por Ricardo Rojas, quien investigó las diversas manifestaciones de la cultura y arte basándose en tradiciones nacionales e indígenas y con la pretensión de “refundir lo indio, lo gauchesco y lo español en lo americano, para convertirlo en conciencia argentina”.
El Neocolonial fue un movimiento en el que se destacaron brillantes intelectuales como José Vasconcelos, en México, o José Carlos Mariátegui, en Perú. Más allá de sus diferencias ideológicas, cada uno de ellos contribuyó a perfilar una corriente de pensamiento americanista. El arte, fundamentalmente en el campo de la música y la plástica, se convirtió en el espacio privilegiado para reflejar las ideas del movimiento. En tal sentido, se destacan los nombres de Carlos Chávez, Heitor Villa-Lobosy Alberto Ginastera en la música; Diego Rivera y David Alfaro Siqueiros, por su parte, en el ámbito de pintura.

## Arq. Ángel Guido

### Biografía
Ángel Guido (1896-1960) Nació en la ciudad de Rosario. Realizó sus estudios de ingeniería y arquitectura en la provincia de Córdoba y desarrolló su carrera de docente en la Universidad del Litoral, donde fundó la cátedra de arquitectura colonial.
Su tarea de urbanista se destacó en el proyecto de los planos reguladores de Rosario, Mar del Plata, Salta y Tucumán.
El Monumento a la bandera en la ciudad de
Rosario figura entre sus obras más destacadas. En cuanto a su tarea como historiador, se destaca Redescubrimiento de América en el arte (1942), en el que propone su concepto de “Eurindia”

### Propuesta artística
Ángel Guido proponía una teoría arquitectónica basada en el concepto de fusión hispano-indígena. El modelo renacentista del Barroco, que se articulaba sobre pares de opuestos (superficie vs. profundidad; forma cerrada vs. forma abierta, etc.) fue retomado por Guido para plantear la unidad entre lo español y lo aborigen. En la concepción de Guido, el barroco español se interpretaba como una estructura dinámica en tanto que el arte incaico se definía por los planos simples, la simetría y el cubismo geométrico. El arte colonial amalgamaba el modelo rectilíneo indígena con el estilo curvilíneo hispánico. 
Para Guido la herencia estética indígena era una manifestación pura, sin elaboración intelectual, ingenua.

### Construcción de la casa de Rojas
En 1927, Ricardo Rojas decidió llevar adelante la construcción de su casa como una forma de materializar un proyecto estético. Esta decisión estuvo motivada por la visita
a la Casa de Víctor Hugo durante su viaje a Francia. De allí, Rojas tomó la idea de aprovechar el poder simbólico de la vivienda y sus objetos cotidianos, y respondió a su postulado estético: la literatura y la arquitectura se hallan íntimamente ligadas, ya que son manifestaciones complementarias del espíritu nacional.
Para concretar su proyecto, recurrió al arquitecto Ángel Guido, quien a partir de la lectura de Eurindia propuso un modelo arquitectónico basado en la fusión
de las culturas hispánicas y precolombinas, especialmente de la arquitectura
peruana. La construcción de la casa fue absolutamente acordada entre Guido y Rojas: el arquitecto respondió muy precisamente a los pedidos de Rojas, quien ordenaba
expresamente las características de cada espacio y supervisaba los croquis. El pedido más emblemático que formuló Rojas se relacionaba con la fachada de la
casa. El escritor exigía la reproducción del frente de la Casa de Tucumán, y de este modo, convirtió la fachada en un panfleto político y estético que exhibía
-entre otros postulados- la reivindicación de las provincias del interior frente a la capital federal.
La abundante correspondencia entre Guido y Rojas revela que el escritor solicitó con precisión una casa colonial-andaluz, con los siguientes ambientes: frente, vestíbulo, patio con galería, segundo patio y jardín. Alrededor de estos espacios debían construirse ambientes propicios para el desarrollo de
actividades académicas: salón, escritorio y biblioteca. En cuanto a la decoración, Guido aportó los motivos típicos del estilo colonial altoperuano.

## Descripción de la casa

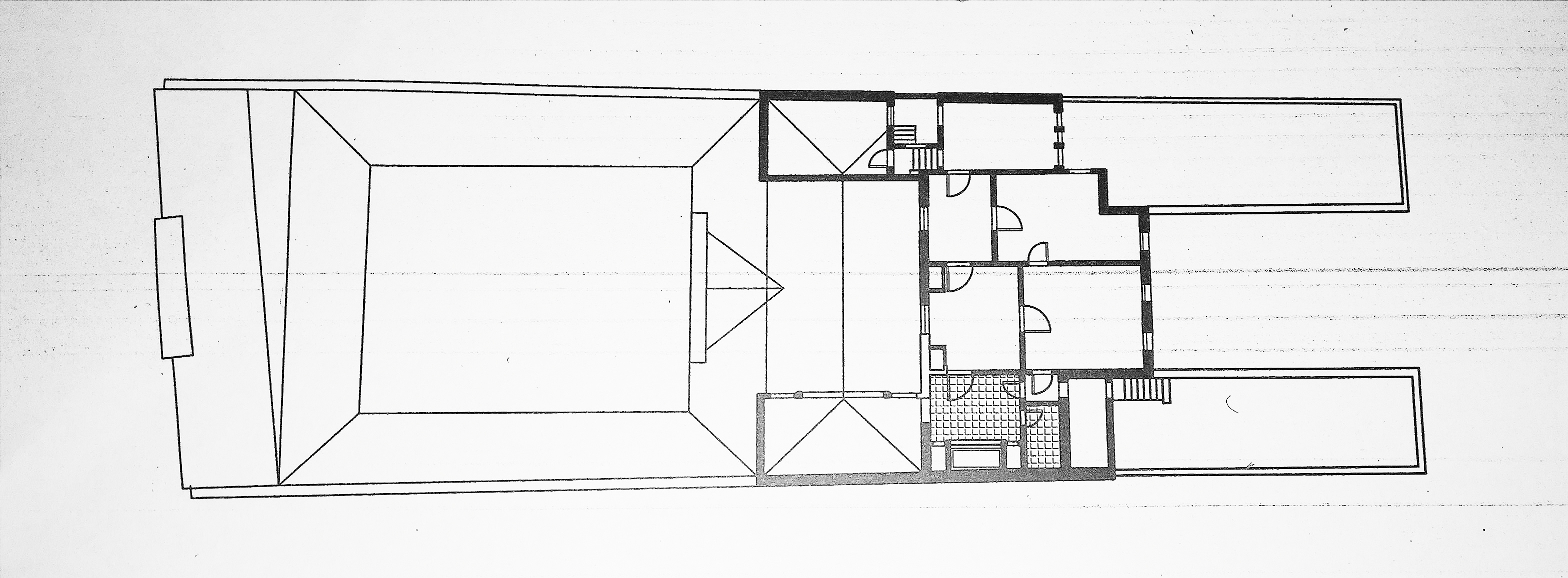
Plano de la casa-museo de Ricardo Rojas

La construcción de la casa corresponde a cuatro etapas históricas que Rojas identificó en su libro Historia y en Eurindia: fase hispánica, independiente, cosmopolita e indígena. Cada uno de los ambientes apuntaba a reconocer claramente estos estilos.
El patio de recepción, que corresponde a la fase colonial, se inspiró en el del Convento de los Dominicos de Arequipa, Perú. Tanto el salón como el recibimiento poseen influencias incaicas, donde se ve representada la puesta del Sol de Tiahuanaco. Esta escenografía fue pensada en función de la labor diaria del escritor.
Al continuar hacia la sala, primero clasificada por Guido en su texto dactilográfico como “rosista” y luego reemplazada por “colonial”, el predominio del color rojo remite al símbolo de la tradición federal, evocando la sangre como referencia a la violencia del régimen. Las habitaciones del piso superior son acordes con sus contemporáneos, y reflejan la personalidad de Rojas, tal como sucede en la casa museo Víctor Hugo. Los ambientes poseen un aire escenográfico, que habrán permitido al escritor actuar como el personaje de uno de sus dramas coloniales.  El recorrido termina con el patio trasero inspirado en el estilo español, donde se encuentran especies arbóreas autóctonas.

## Museo Casa Ricardo Rojas

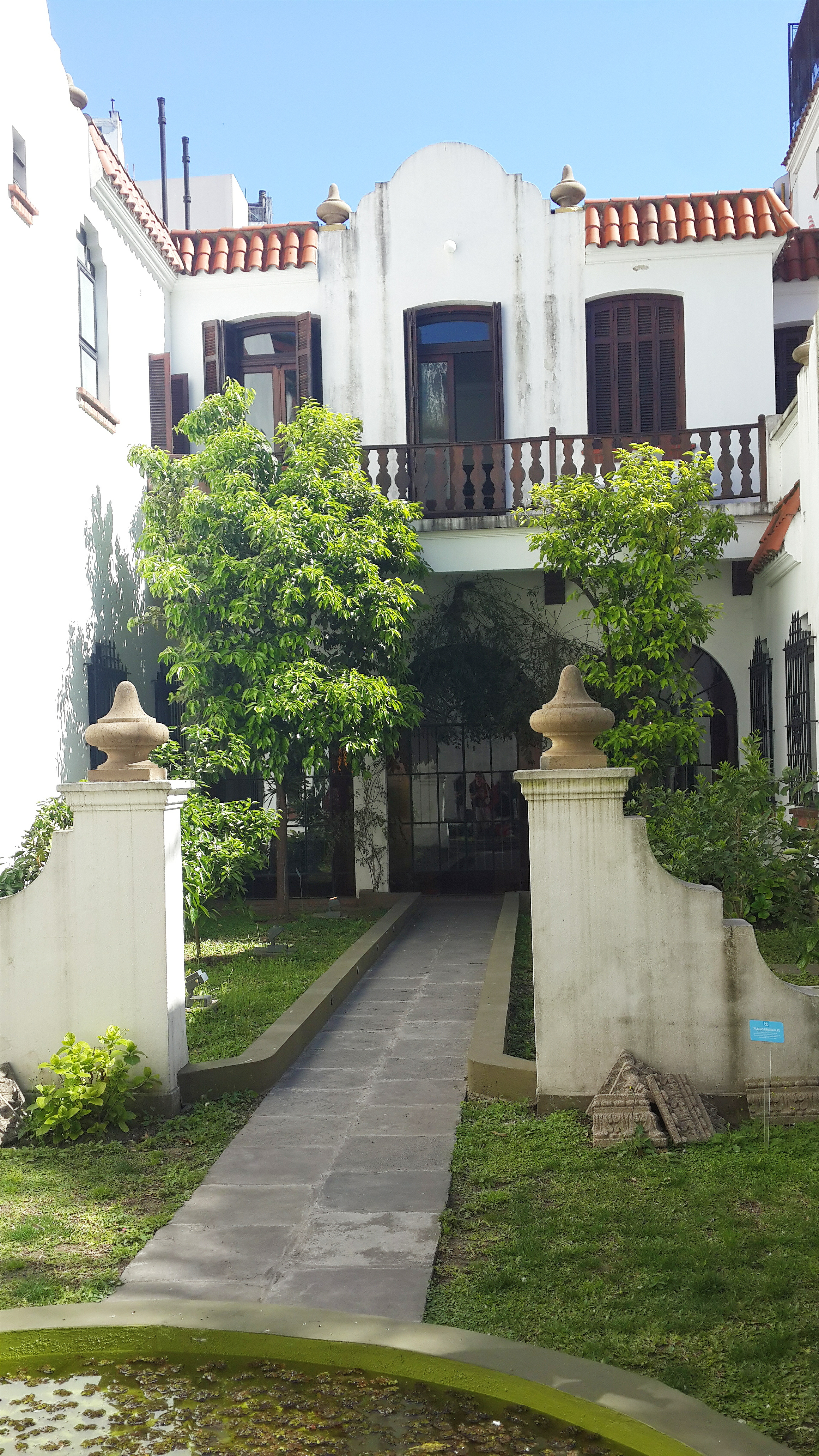
Patio abierto trasero de la casa de Ricardo Rojas

Tras la muerte de Ricardo Rojas, la casa fue donada por su viuda, Julieta Quinteros de Rojas, al Estado junto con todo su patrimonio, con el fin de convertirla en museo y biblioteca. La Casa de Ricardo Rojas forma parte de los museos nacionales argentinos desde el 28 de abril de 1958 y fue declarada Monumento Histórico Nacional el 29 de mayo de ese mismo año. 
La biblioteca de la casa cuenta con más de 20.000 libros acerca de literatura argentina, hispanoamericana y española. El Archivo Documental se integra de 100.000 documentos, entre los cuales se encuentran la versión manuscrita de sus libros, pruebas de imprenta, obras inéditas y fotografías. La misión del Museo es investigar y difundir la obra de Ricardo Rojas, y alentar el debate en torno a las culturas argentinas y latinoamericanas.
Actualmente funciona en el museo un Instituto de Investigaciones, especializado en literatura argentina y latinoamericana. El Instituto busca establecer un ámbito para reflexionar y debatir los procesos socioculturales desde la literatura e incentivar el encuentro de pensadores.